# 삼사정계
삼사정계(三斜晶系)란 결정학에서 3개의 벡터로 묘사되는 7 결정계 중의 하나이다. 삼사정계에서 3개의 벡터는 길이가 모두 다를 뿐만 아니라, 벡터가 이루는 각도 서로 다르며 직각이 아니다.
삼사정계는 14 브라베 격자 중에서 가장 대칭성이 적다. 각 격자점과 3개의 모서리의 가운데와 3개의 면의 가운데, 그리고 중심에 반전점이 있을 뿐이다. 거울면이 없는 격자형은 삼사정계가 유일하다.
아래는 국제 표기법과 쇤플리스 표기법으로 표현된 삼사정계에 속하는 점군의 목록이다.
| 이름            | 국제 표기법                     | 쇤플리스 표기법            |
| --------------- | ------------------------------- | -------------------------- |
| 완면상 삼사정계 | {\displaystyle {\overline {1}}} | Ci (S2로 표기하기도 한다.) |
| 반면상 삼사정계 | 1                               | C1                         |

각각 하나의 공간군만이 해당된다.

## 같이 보기
- 결정계
- 브라베 격자
- 결정학적 점군
- 공간군